# Dilecti filii (1160)
Dilecti filii е папска була на римския папа Александър III, издадена през 1160 г., по повод жалба на рицари от Ордена на тамплиерите срещу католически епископи за незачитане привилегиите на ордена.
През 1160 г. тамплиерите се оплакват на папа Александър III, за това, че някои епископи прибират за църквата по една трета част от имуществата, завещани на ордена от желаещите да бъдат погребани в тамплиерските гробища.
Папата издава в отговор булата „Dilecti filii“, задължаваща духовенството да прибира само една четвърт от завещаното имущество.
Както и останалите папски були, и тази получава името си по първите думи от текста. Тя заедно с булите „Omne Datum Optimum“ (1139), „Milites Templi“ (1144) и „Militia Dei“ затвърждава правата и привилегиите на ордена и спомага за забогатяването и процъфтяването на тамплиерите.